# 梅莱蒂咖啡馆
梅莱蒂咖啡馆（Caffè Meletti）是一家历史悠久的咖啡馆，位于意大利阿斯科利皮切诺的人民广场，人民代表宫的左侧。
这家餐厅的开业于1907年5月18日，以精致而闻名，一直是该市杰出人物的聚会场所，以及文化和世俗生活的聚会点。这座建筑仍然保留着新艺术运动的魅力。外立面的古色古香的粉红色将其与广场上其他的历史建筑区分开来，但同时其建筑线条又与它们协调一致。

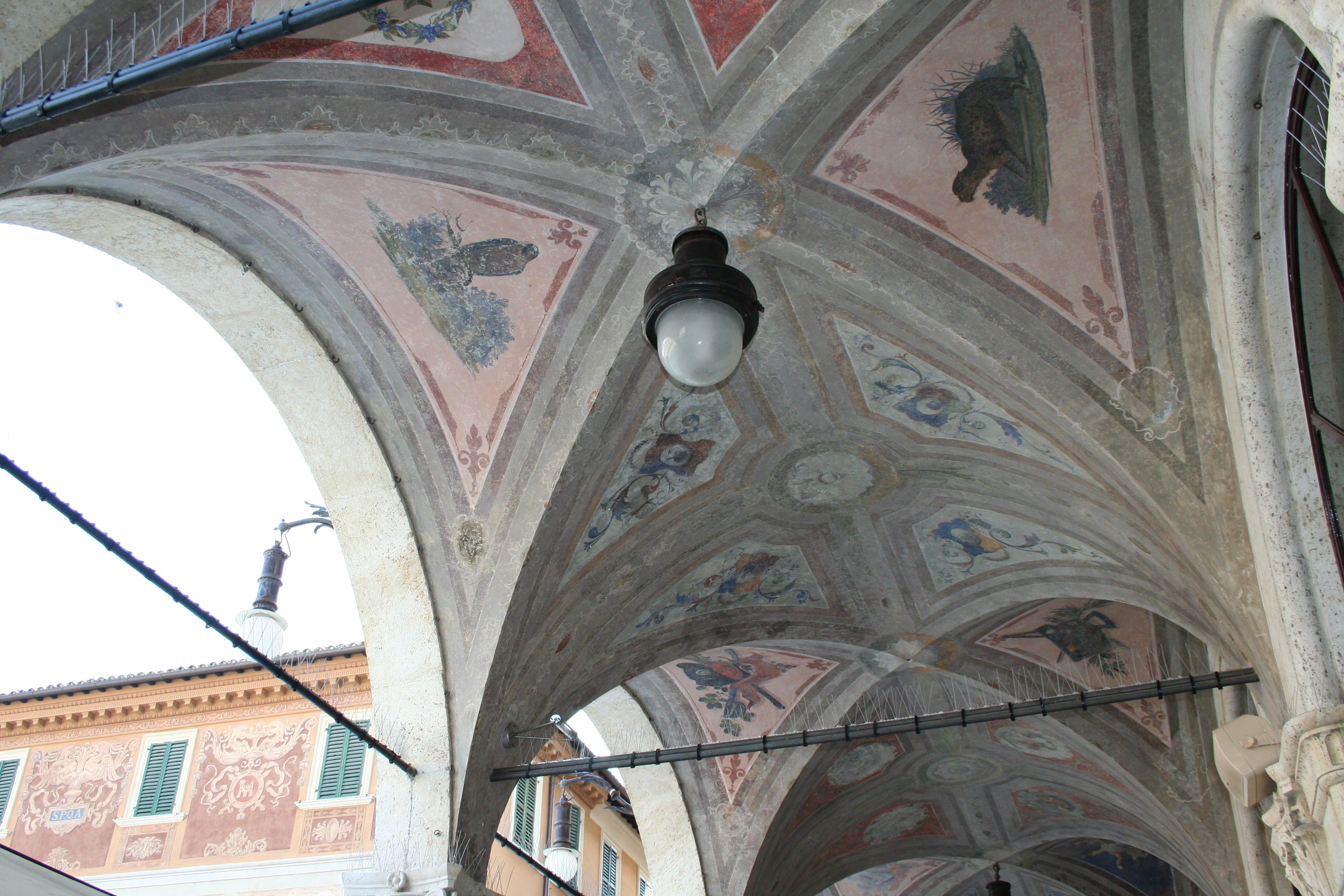

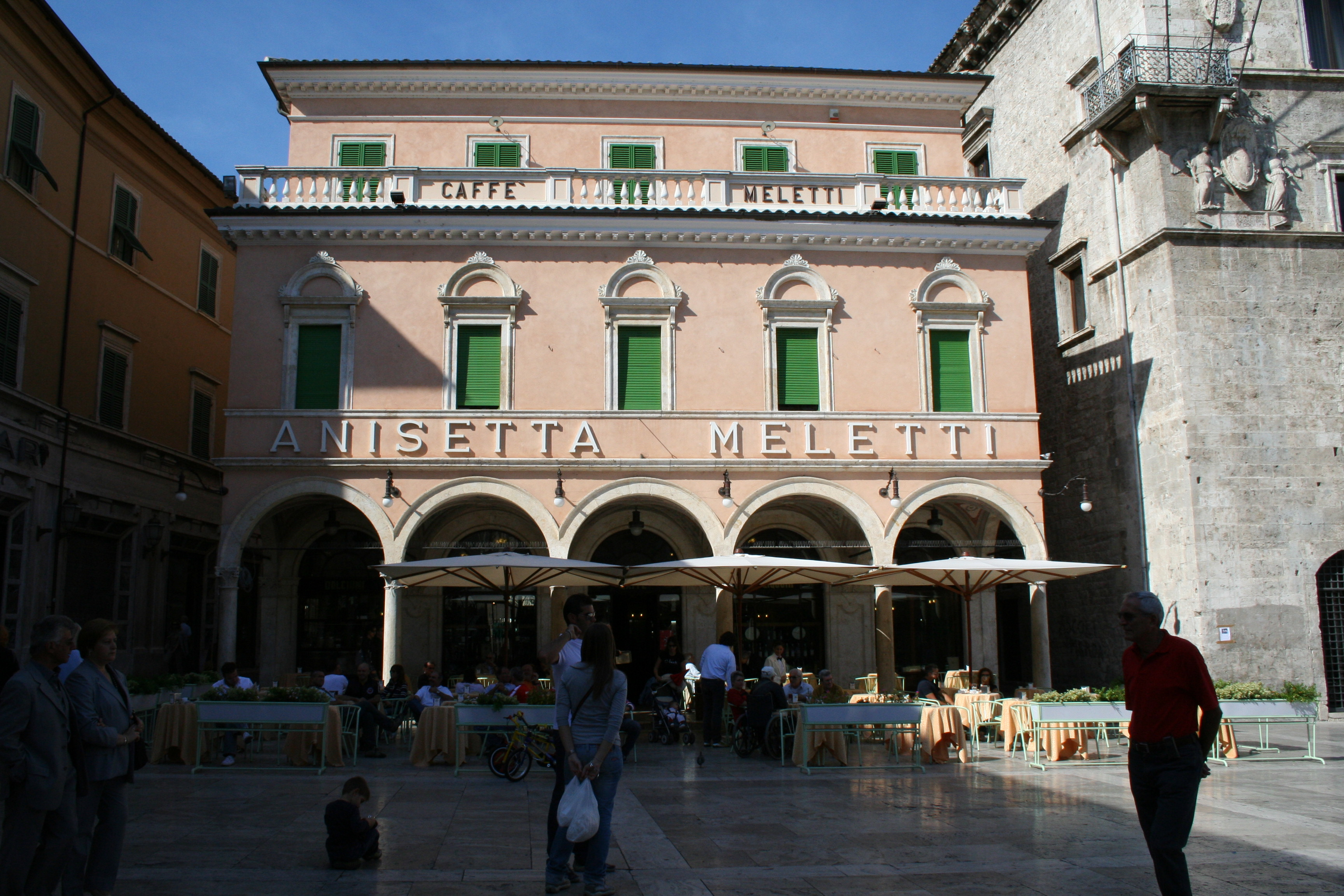
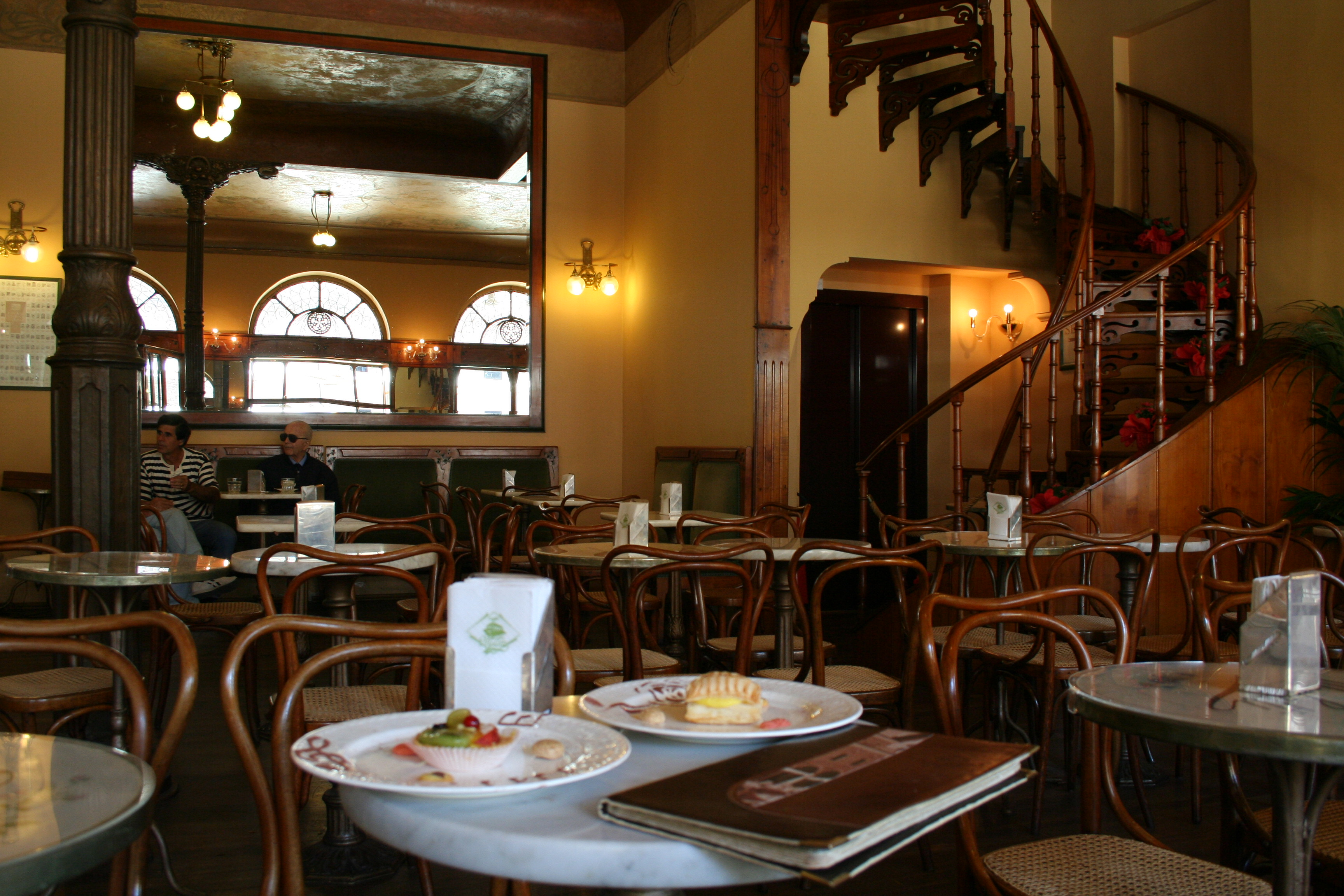
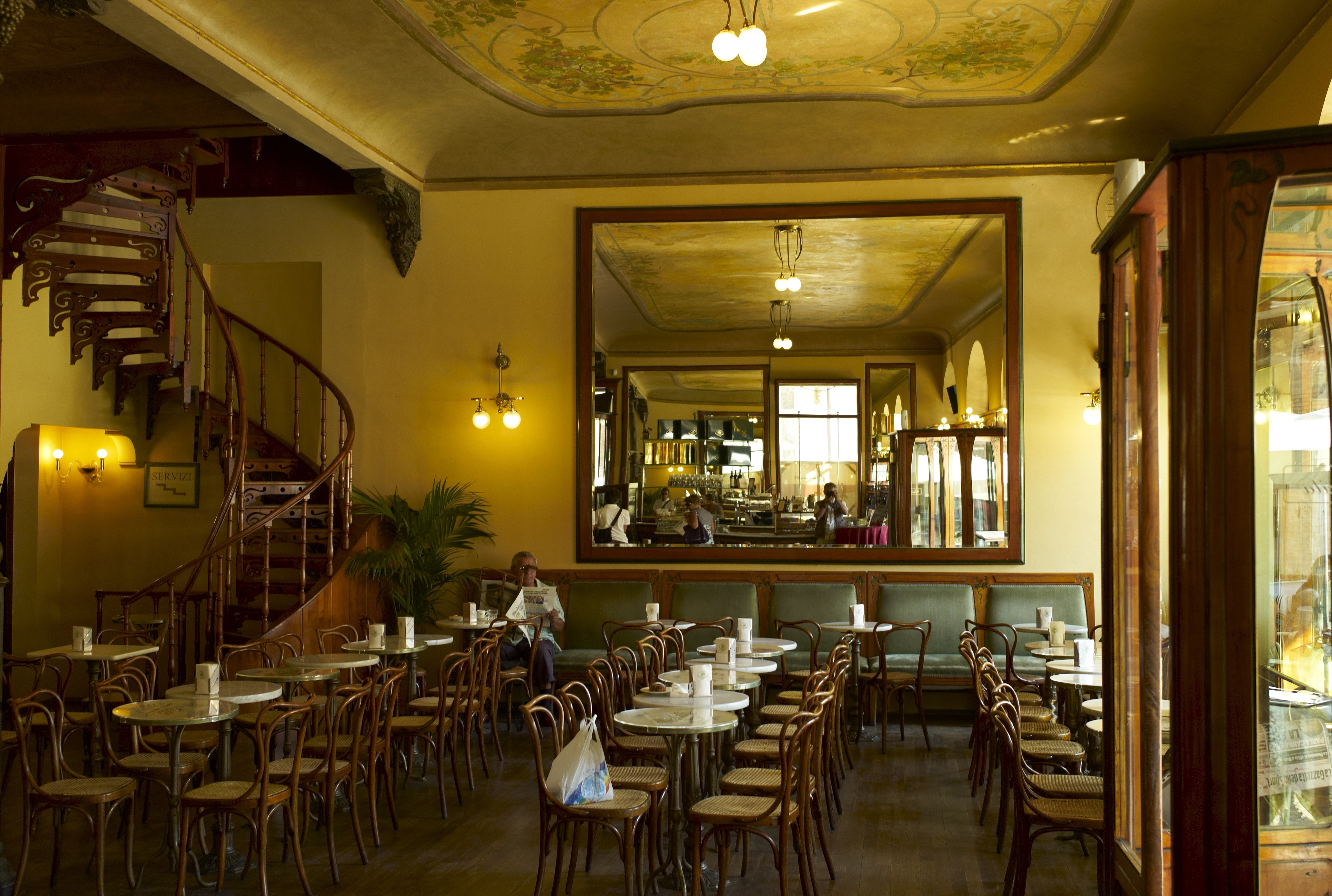
interno
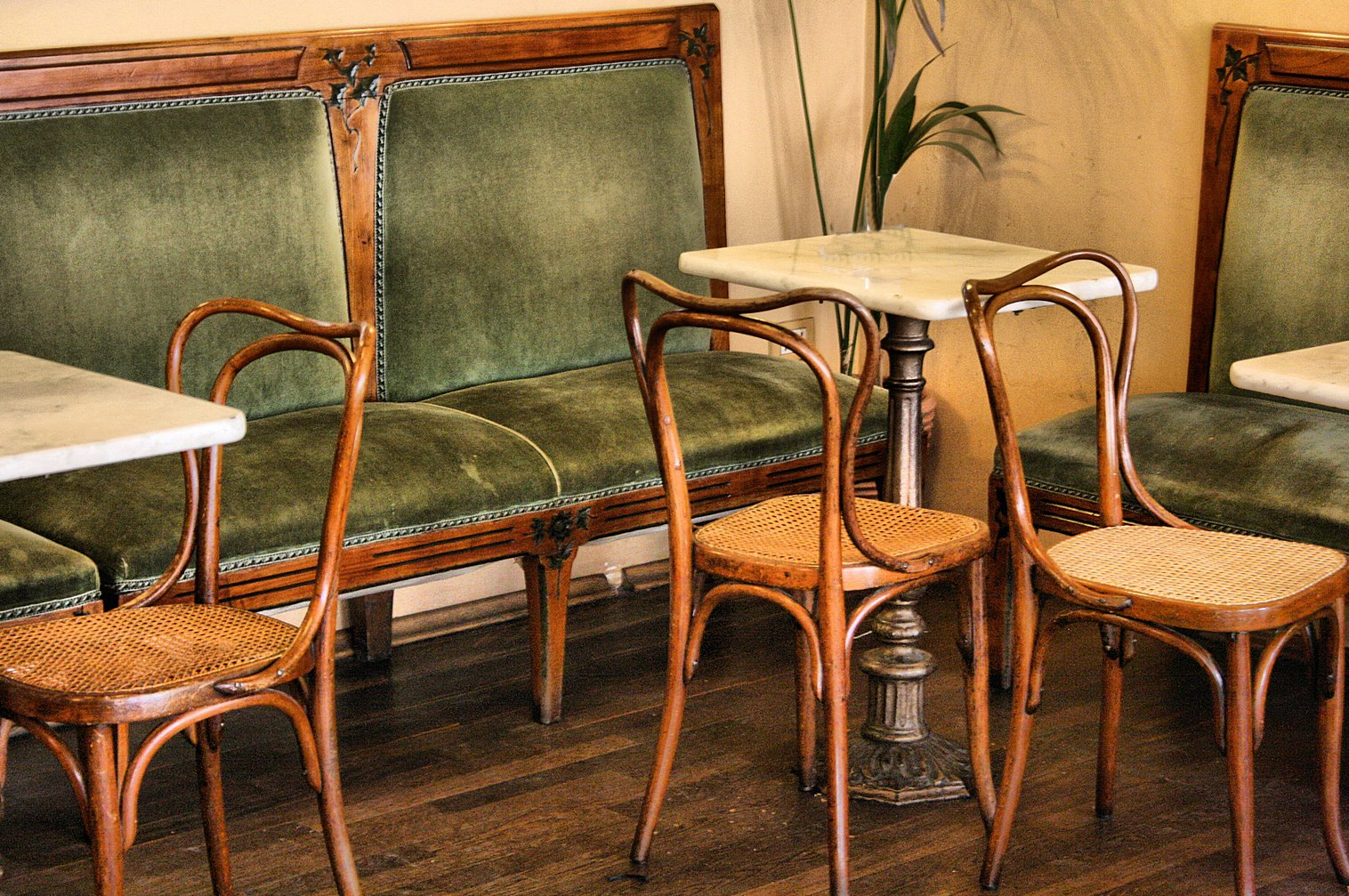
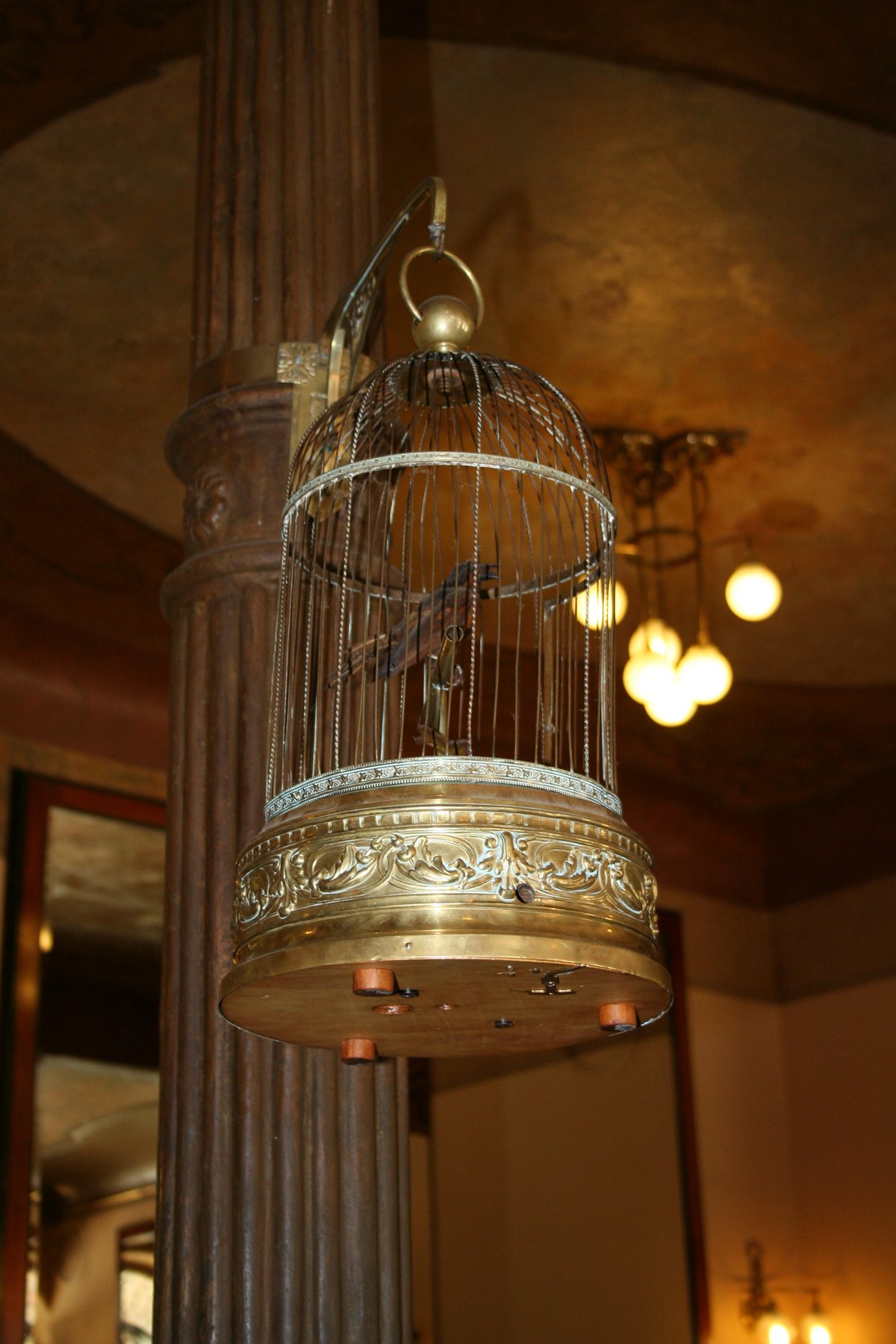
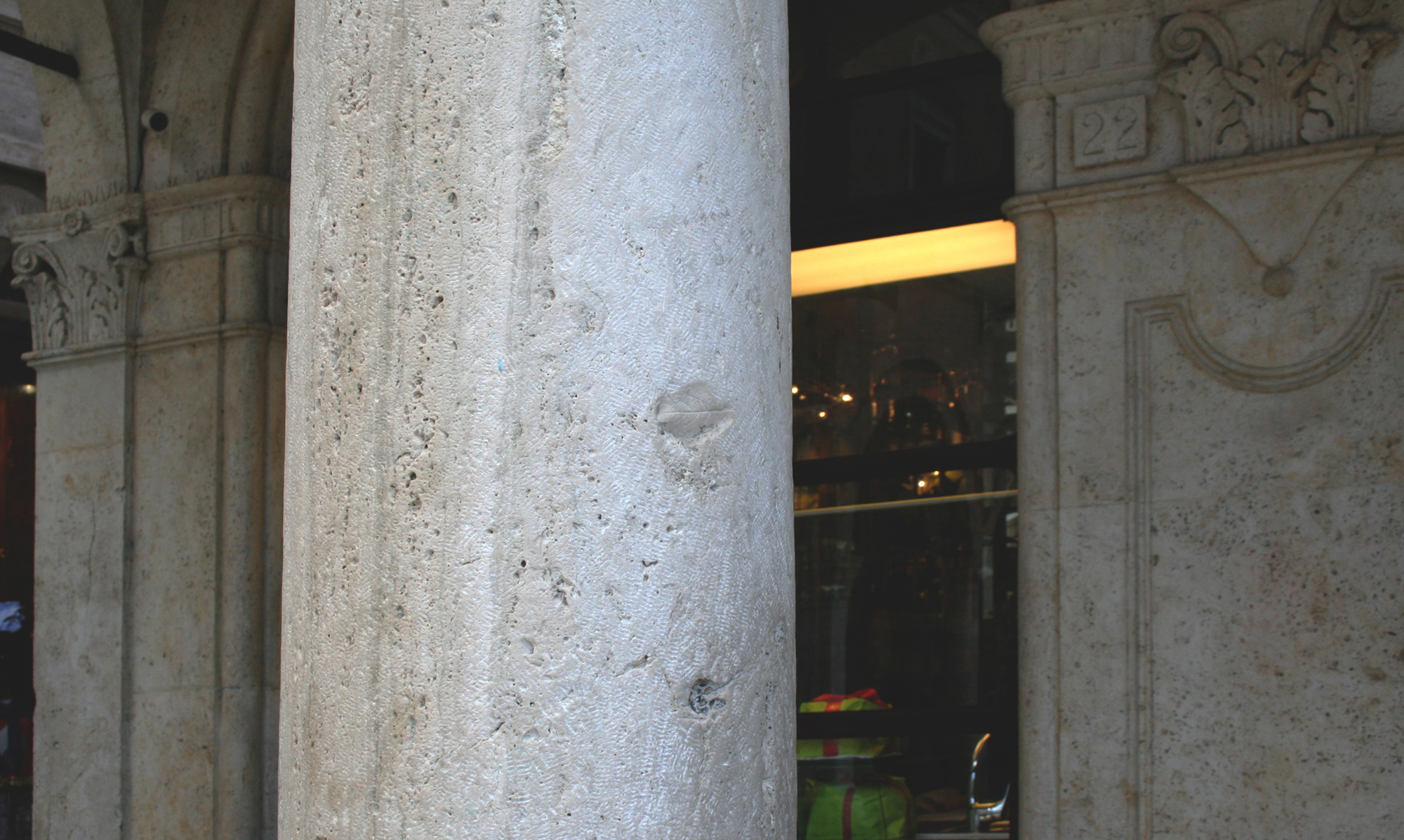
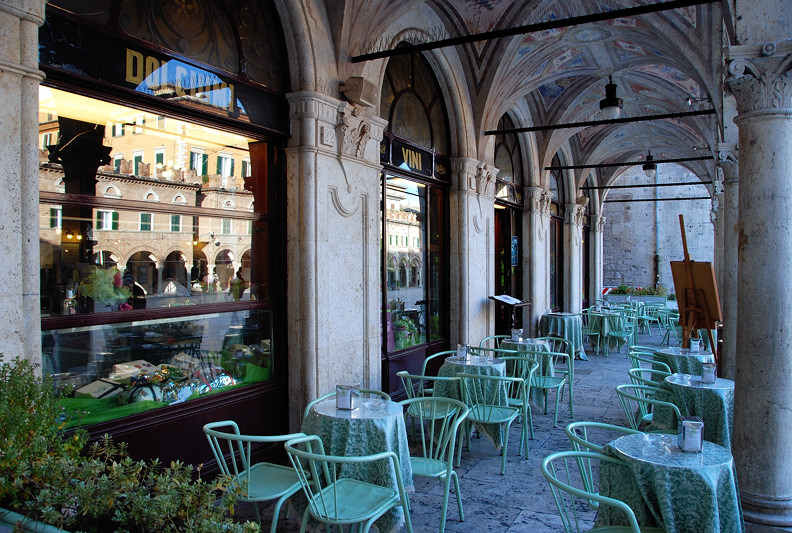
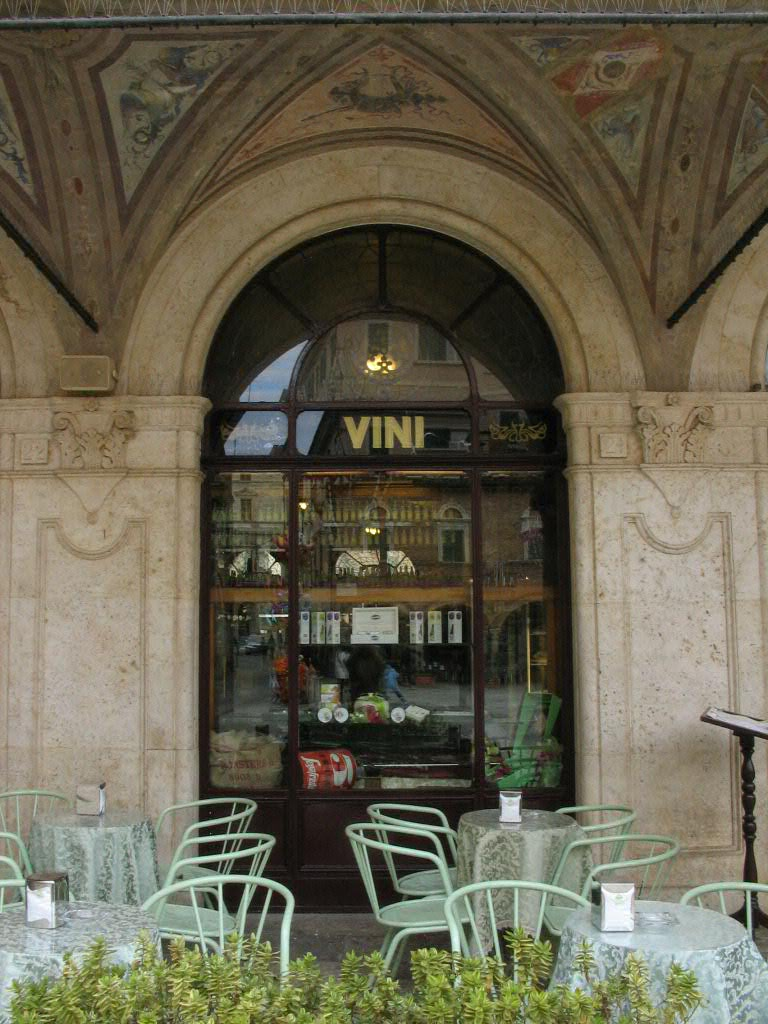
Vetrina
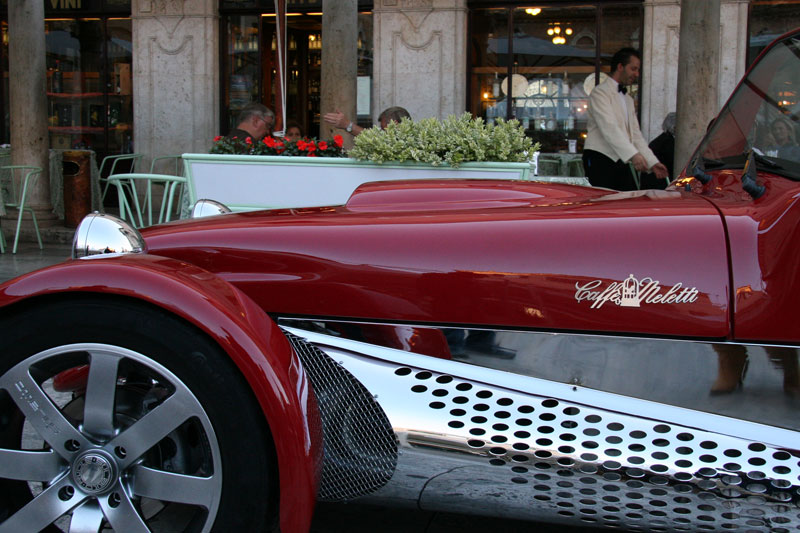